# ساعة إيقاف

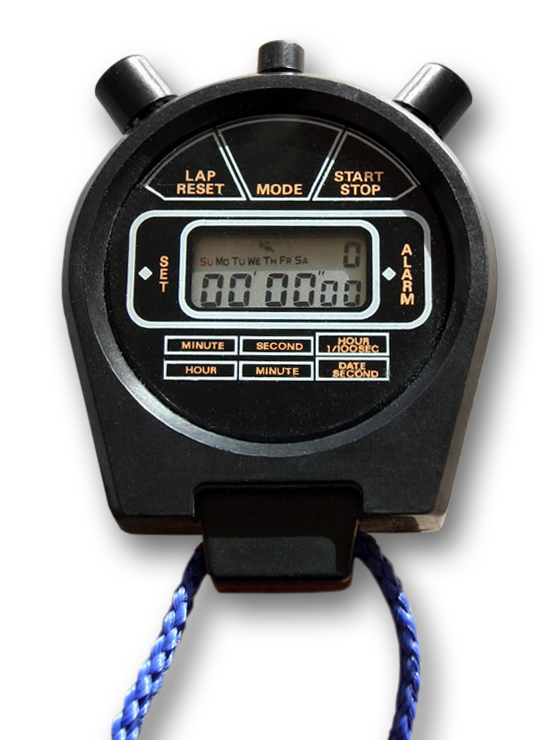
ساعة إيقاف رقمية

ساعة الإيقاف هي ساعة مصممة لقياس مقدار الوقت المنقضي بين تفعيلها وإلغائه. تستخدم في المسابقات الرياضية مثلًا لقياس الزمن المنصرم منذ الانطلاق كما في مسابقات الجري.